# Syllitus leoensis
Syllitus leoensis là một loài bọ cánh cứng trong họ Cerambycidae.